# Ottavio Vannini

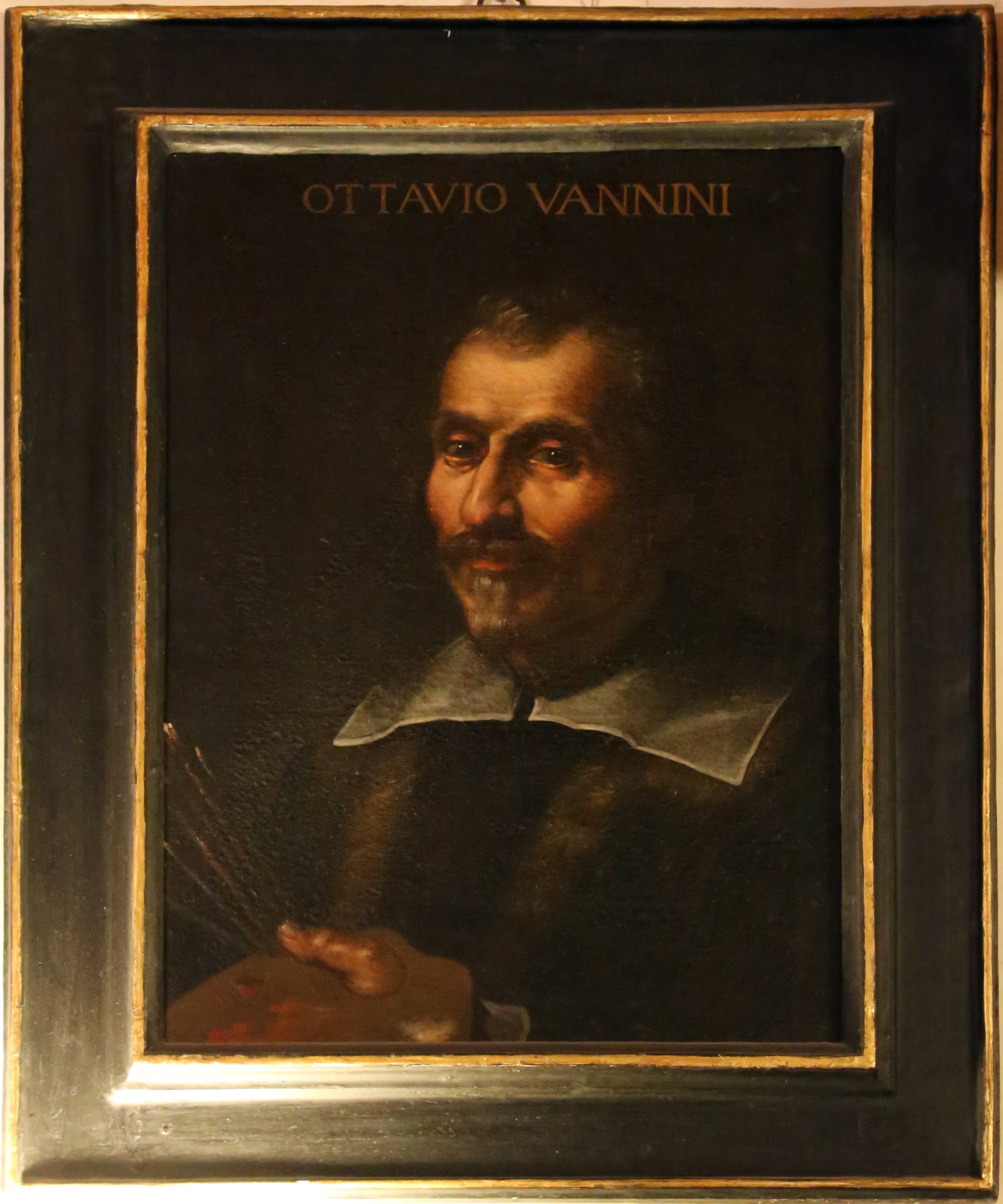
Ottavio Vannini

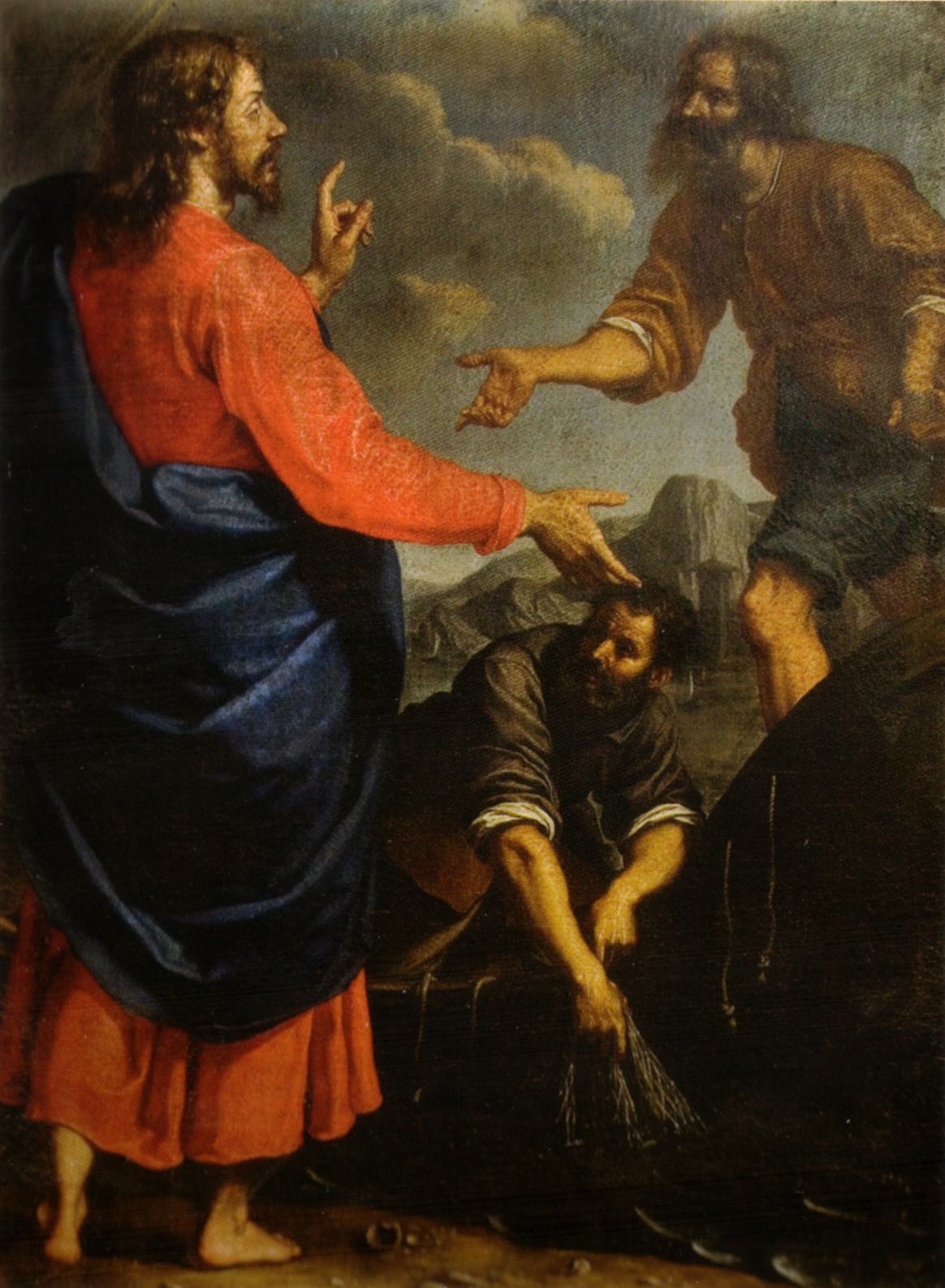
Vocazione di Sant'Andrea e San Pietro

Ottavio Vannini (Firenze, 15 settembre 1585 – 1643) è stato un pittore italiano.

## Biografia
Nacque a Firenze, suo padre si chiamava Michele Vannini. Inizialmente lavorò per quattro anni come apprendista presso la bottega di Giovanni Battista Mercati, successivamente si trasferì a Roma ed entrò nella bottega di Anastasio Fuontebuoni. Tornato a Firenze collaborò con il Passignano, con la cui bottega lavorò in Santa Maria Maddalena de' Pazzi e alla facciata del palazzo dell'Antella.
Tra le sue opere principali una tavola raffigurante San Vincenzo Ferrer per la chiesa di San Marco a Firenze e una Adorazione dei Magi per la chiesa del Carmine.
Dipinse anche la pala d'altare per la cappella del Santissimo Sacramento nella cattedrale di Colle di Val d'Elsa. Inoltre ha dipinto un Tancredi e Erminia e un Ecce Homo ora esposti a Palazzo Pitti. Tra le sue opere anche la Comunione di San Girolamo per la chiesa di Santa Anna. Altri lavori a Firenze si trovano in San Felice in Piazza (Miracolo di sant'Antonio Abate), in Santa Maria Maggiore (1640 circa), in San Gaetano (1642-1643), nella Santissima Annunziata, nei Casino di San Marco, nel Palazzo Galli Tassi di via Pandolfini (1623 circa), nella villa di Poggio Imperiale (Imprese di Cosimo II), nella pinacoteca della Certosa del Galluzzo. A Siena lavorò nel Duomo.
In occasione delle nozze tra Ferdinando II de' Medici e Vittoria della Rovere fu tra i pittori diretti da Giovanni da San Giovanni e incaricati di decorare alcune sale di Palazzo Pitti: Ottavio Vannini dipinse la scena di Lorenzo il Magnifico circondato dagli artisti (1638-1642).
Fu un richiesto esecutore di copie di opere celebri destinate a rimpiazzare in chiese e oratori gli originali acquistati dai Medici. Ne sono un esempio la copia della Disputa sulla Trinità di Andrea del Sarto oggi in Santa Lucia dei Magnoli o quella della Pietà di Perugino, oggi nella villa di Poggio Imperiale.